# Carlos Julio Pereyra
Carlos Julio Pereyra Pereyra (Rocha, 15 de noviembre de 1922-Montevideo, 9 de febrero de 2020) fue un maestro, profesor, escritor y político uruguayo, perteneciente al Partido Nacional, cuyo Directorio presidió del 2008 al 2009, al que también representó como diputado y senador.

## Biografía
Maestro y profesor de Historia y Educación Cívica, comenzó a militar en el Nacionalismo Independiente. Vinculado a la figura de Javier Barrios Amorín, fue edil en el departamento de Rocha desde 1951. En las históricas elecciones de 1958 que le dieron el triunfo al Partido Nacional, Pereyra fue elegido al Consejo Departamental de Rocha (ejecutivo departamental colegiado) para el periodo 1959-1963.
En marzo de 1964 contribuyó a fundar el Movimiento Nacional de Rocha (MNR), bajo el liderazgo de Barrios Amorín. A la muerte de este, ocurrida pocos meses después, Pereyra, que era diputado desde 1963, se transformó en el principal dirigente del sector. En 1966 resultó elegido senador.
En 1971, el MNR alcanzó un acuerdo político con el sector Por la Patria, y Pereyra integró en las elecciones de noviembre de ese año la fórmula presidencial encabezada por Wilson Ferreira Aldunate. Fue la fórmula presidencial más votada individualmente, pero el presidente electo, por efecto de la ley de lemas, fue Juan María Bordaberry. Reelecto senador, tras el golpe de Estado del 27 de junio de 1973 Pereyra integró el triunvirato que desempeñó la dirección clandestina del Partido Nacional entre 1976 y 1983, junto a Dardo Ortiz y a Mario Heber (sustituido luego por Jorge Silveira Zavala).
En 1978, en plena dictadura, ocurrió un hecho aún no aclarado. Manos anónimas le enviaron vino envenenado a Pereyra, Luis Alberto Lacalle y Mario Heber. Pereyra y Lacalle no llegaron a beber este vino, pero sí lo hizo la esposa de Heber, Cecilia Fontana, quien falleció.
Tras el retorno de Wilson Ferreira Aldunate del exilio y su proscripción como candidato presidencial en 1984, Pereyra no quiso sustituirlo, y el candidato del sector fue Alberto Zumarán, acompañado por Gonzalo Aguirre. Fue, en cambio, electo nuevamente senador. En 1986, Pereyra se opuso a la Ley de Caducidad, apoyada por Ferreira Aldunate, y se produjo la fractura política entre Por la Patria y el MNR. Pereyra fue candidato presidencial por su sector en 1989 (acompañado por Uruguay Tourné) y en 1994 (en fórmula completada por Wilson Elso Goñi). Fue en ambas oportunidades reelecto senador, así como en 1999, manteniendo la banca ininterrumpidamente desde el retorno a la democracia hasta el año 2005, en que se retiró.
Fue integrante del Honorable Directorio del Partido Nacional. A fines de septiembre de 2008, ante la renuncia de Jorge Larrañaga de cara a las elecciones internas de 2009, fue nombrado Presidente del Directorio, cargo que ocupó hasta mediados de 2009, siendo sustituido por Luis Alberto Lacalle.
Falleció en Montevideo a los 97 años de edad el 9 de febrero de 2020. El velatorio fue al día siguiente en el Palacio Legislativo de Montevideo y el sepelio en el cementerio de Rocha, su localidad natal.

## Obras
- 1986, En defensa de la nación.
- 1989, La encrucijada nacional.
- 1983, Javier Barrios Amorin: pensamiento y acción en la democracia.
- 2006, Soy testigo.[5]
- 2013, Wilson. Las cartas del exilio.[6]